# Philipp Fesel
Philipp Fesel (auch Foesel; latinisiert Philippus Feselius; * 8. November 1565 in Straßburg; † 1610) war ein Mediziner, Leibmedikus des Markgrafen von Baden-Durlach und Gegner der Astrologie.

## Leben
Philipp Fesel wurde am 18. November 1565 in Straßburg geboren, seine Eltern waren der Seiler Caspar Fesel und Othilia Spyerer. Trotz der Herkunft aus einer Handwerkerfamilie durchlief Fesel eine Universitätsausbildung, die 1580 an der Universität Tübingen begann. 1587 wird er als Magister in Straßburg erwähnt, 1588 schreibt er sich an der Universität Rostock ein und 1590 in Padua. Dort wurde er 1591 in einen Schwertkampf mit einem Soldaten verwickelt (der sich letztlich durch einen Sprung in den Fluss rettete), wie aus den Akten der Deutschen Nation in Padua hervorgeht. 1592 dann die Promotion bei Felix Platter in Basel über die Hämoptyse oder das Aushusten von Blut. Fesel schrieb sich in Basel erst unmittelbar vor der Promotion ein, hat dort also nicht studiert. 1599 erfolgte die Bestellung zum Hofarzt bei Georg Friedrich, Markgraf von Baden-Durlach.
Noch vor 1596 muss die Heirat Fessle mit seiner ersten Frau, Maria Heinmund[in], erfolgt sein, denn in diesem Jahr wurde die Tochter Ottilia geboren. Diese heiratete später den waldeckischen Rat und Sekretär Christoph Waldeck, einen Enkel des Bischofs von Münster und Osnabrück und Administrators von Minden Franz von Waldeck. Nach dem Tod seiner ersten Frau ging Fesel eine zweite Ehe mit Maria Franckenberg ein, 1609 wurde der Sohn Wolrad Engelhard geboren.

## Wirken
Philipp Fesel ist vor allem dafür bekannt, dass er 1609 eine Schrift gegen die Astrologie drucken ließ, unter dem Titel Gründtlicher Discurs von der Astrologia Judiciaria: Auß den fürnemsten Authoribus zusammen gezogen, und den Vorreden zweyer Prognosticorum Herrn M. Melchior Schärers Pfarherren zu Mentzingen, von Anno 1608. unnd 1609. entgegen gesetzt. Wie daraus schon ersichtlich, wandte er sich insbesondere gegen den schwäbischen Pfarrer und Kalendermacher Melchior Schärer. 1611 revanchierte sich Schärer mit einer eigenen Schrift, in der er sich gegen Fesel verteidigte. Viel bedeutender ist aber, dass Johannes Kepler Fesels Schrift zum Anlass nahm, seine Schrift zur Astrologie, den Tertius interveniens zu verfassen. Darin nimmt er in Bezug auf die Astrologie eine Mittelstellung ein, die des „neutralen Mittlers“. Zum einen kritisiert er die naive Astrologiegläubigkeit einiger Kalendermacher, andererseits nimmt er die Astrologie gegen ihre radikalen Kritiker, „sonderlich D. Philippum Feselium“, in Schutz.

## Schriften
- (als Philippus Foeselius) Theses de haemoptysi, seu sputo sanguinolento, Basel 1592 (Exemplare in der UB Basel)
- Gründtlicher Discurs von der Astrologia Judiciaria: Auß den fürnemsten Authoribus zusammen gezogen, und den Vorreden zweyer Prognosticorum Herrn M. Melchior Schärers Pfarherren zu Mentzingen, von Anno 1608. unnd 1609. entgegen gesetzt, Straßburg 1609